# Vojkovce
Vojkovce (deutsch Woikensdorf oder alternativ auch Wojkensdorf, ungarisch Vojkfalva – bis 1892 Vojkóc) ist eine Gemeinde im Osten der Slowakei mit 407 Einwohnern (Stand 31. Dezember 2024) und gehört zum Okres Spišská Nová Ves, einem Teil des Košický kraj, sowie zur traditionellen Landschaft Zips.

## Geographie
Die Gemeinde befindet sich am Südhang des Braniskogebirges unterhalb des Bergmassivs von Sľubica (1129 m n.m.), im Quellbereich der Bäche Jasenovec und Studenec. Das Ortszentrum liegt auf einer Höhe von 520 m n.m. und ist sechs Kilometer von Spišské Vlachy sowie 25 Kilometer von Spišská Nová Ves entfernt.
Nachbargemeinden sind Dúbrava im Norden, Víťaz im Nordosten, Hrišovce im Osten, Kaľava im Süden, Spišské Vlachy im Westen und Slatvina im Nordwesten.

## Geschichte
Vojkovce wurde zum ersten Mal 1282 als Voyta schriftlich erwähnt (andere Quellen nennen erste namentliche Erwähnung als Wykfolua im Jahre 1300). Zu dieser Zeit war das Dorf Besitz des Geschlechts Zsigray, im 16. Jahrhundert wurde es zum Teil des Herrschaftsgebiets der Zipser Burg. Die letzten Großgrundbesitzer stammten aus der Familie Csáky. 1787 hatte die Ortschaft 31 Häuser und 229 Einwohner, 1828 zählte man 31 Häuser und 229 Einwohner. Forst- und Landwirtschaft stellten die Haupteinnahmequellen der Bevölkerung dar.
Bis 1918 gehörte der im Komitat Zips liegende Ort zum Königreich Ungarn und kam danach zur Tschechoslowakei beziehungsweise heute Slowakei.

## Bevölkerung
| Jahr                | 1994 | 2004    | 2014    | 2024    |
| ------------------- | ---- | ------- | ------- | ------- |
| Anzahl der Personen | 446  | 445     | 425     | 407     |
| Unterschied         |      | −0,22 % | −4,49 % | −4,23 % |

| Jahr                | 2023 | 2024 |
| ------------------- | ---- | ---- |
| Anzahl der Personen | 407  | 407  |
| Unterschied         |      | +0 % |

Gemäß der Volkszählung 2011 wohnten in Vojkovce 435 Einwohner, davon 418 Slowaken, neun Roma und ein Magyare. Bei sieben Einwohnern liegt keine Angabe zur Ethnie vor.
409 Einwohner bekannten sich zur römisch-katholischen Kirche und drei Einwohner zur griechisch-katholischen Kirche. 10 Einwohner waren konfessionslos und bei 13 Einwohnern wurde die Konfession nicht ermittelt.

## Bauwerke
- Römisch-katholische Bartholomäuskirche aus dem Jahr 1990, entstand an der Stelle einer Kapelle aus dem Jahr 1840